# Stemma di Bratislava
Lo stemma di Bratislava (Znak Bratislava in slovacco) è lo stemma della capitale slovacca Bratislava, adottato nel 1436, quando Sigismondo del Lussemburgo concesse alla città il diritto di utilizzare un proprio stemma.

## Descrizione

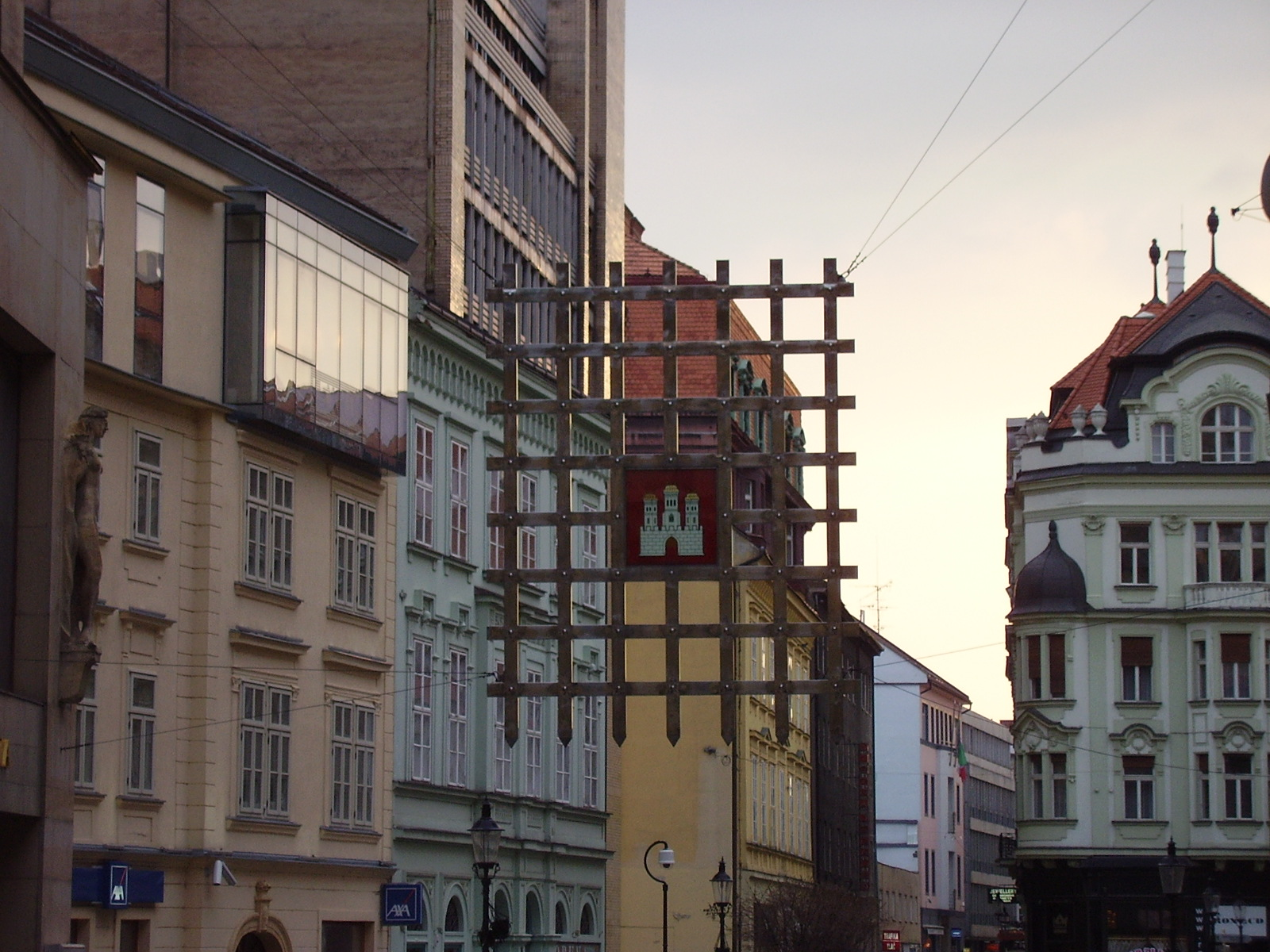
Lo stemma nella città

Lo stemma, formato da uno scudo di colore rosso tardogotico, rappresenta una fortificazione d'argento a tre torri con una saracinesca gialla all'entrata.
Ciascuna torre ha il tetto rosso con due sfere gialle sulla sommità.
In molti pensano che la fortezza rappresenti il castello di Bratislava o una qualsiasi delle porte medievali della città, ma in realtà è una raffigurazione generale di una città medievale.